# Lampertswalde (Cavertitz)

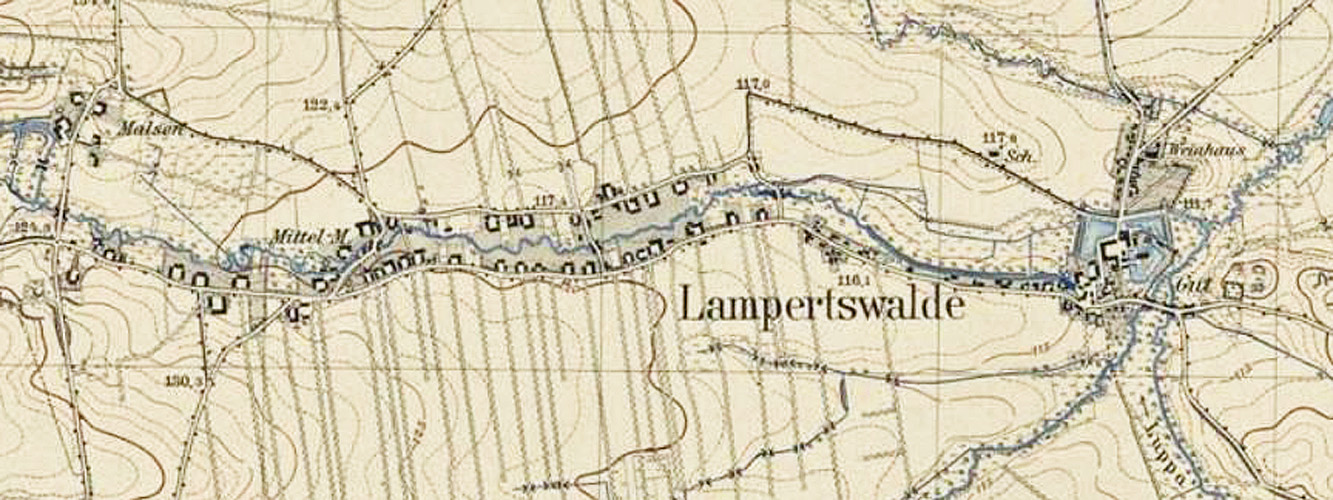
Plan von Lampertswalde 1923

Lampertswalde ist seit der Eingemeindung von 1998 ein Ortsteil der Gemeinde Cavertitz im Landkreis Nordsachsen in Sachsen. Durch seinen Schlosspark besitzt Lampertswalde auf dem Gebiet der Naherholung regionale Bedeutung.

## Lage und Gestalt
Lampertswalde befindet sich im südlichen Vorland der Dahlener Heide zwischen Dahlen und Strehla. Cavertitz als Hauptort der Gemeinde liegt etwa 4,5 Kilometer nordöstlich von Lampertswalde, dazwischen in gleicher Richtung Sörnewitz. Als weitere umgebende Ortschaften folgen im Uhrzeigersinn Klötitz,  Leisnitz und Wellerswalde, alle zu Liebschützberg gehörig, sowie  Großböhla, Dahlen und  Bucha und im Norden schließlich Zeuckritz und Schöna.
Die von Dahlen kommende Dahle fließt in einem weiten Tal von West nach Ost und erreicht zunächst das langgestreckte Oberdorf von Lampertswalde, wo sie nahezu zwei Kilometer zwischen den an den beiden Straßen mit den Namen Sommerseite und Winterseite liegenden Höfen verläuft.  Nach einem weiteren Kilometer abseits des Flusses wird das Unterdorf erreicht, das sich relativ ungeordnet um die Kirche gruppiert und den Schlosspark sowie mehrere Teiche enthält. Die beiden Ortsteile wuchsen erst um 1800 zusammen. Von Süden kommend und mit dem Böhlbach vereint mündet die Luppa östlich vom Unterdorf in die Dahle, die ihren Lauf nun in nordöstlicher Richtung fortsetzt.

## Geschichte
Lampertswalde geht auf ein slawisches Rundlingsdorf (Unterdorf) und ein von fränkischen Siedlern gegründetes Waldhufendorf (Oberdorf) zurück. Der Lokator des fränkischen Teils könnte ein Lamprecht gewesen sein, was zu dem Ortsnamen führte, der 1221 erstmals als Lampregtizvalde erwähnt wurde.

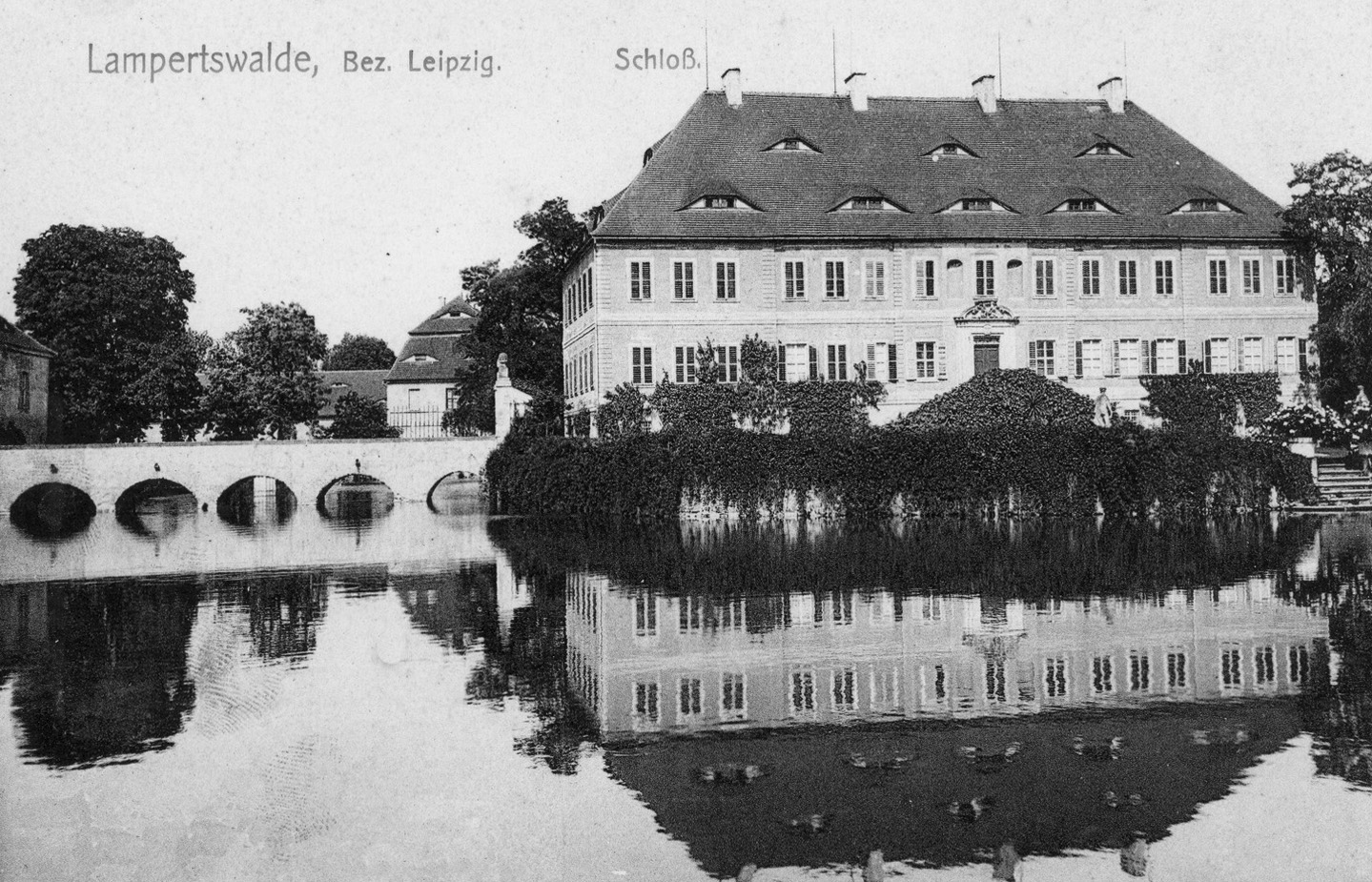
Schloss Lampertswalde 1904

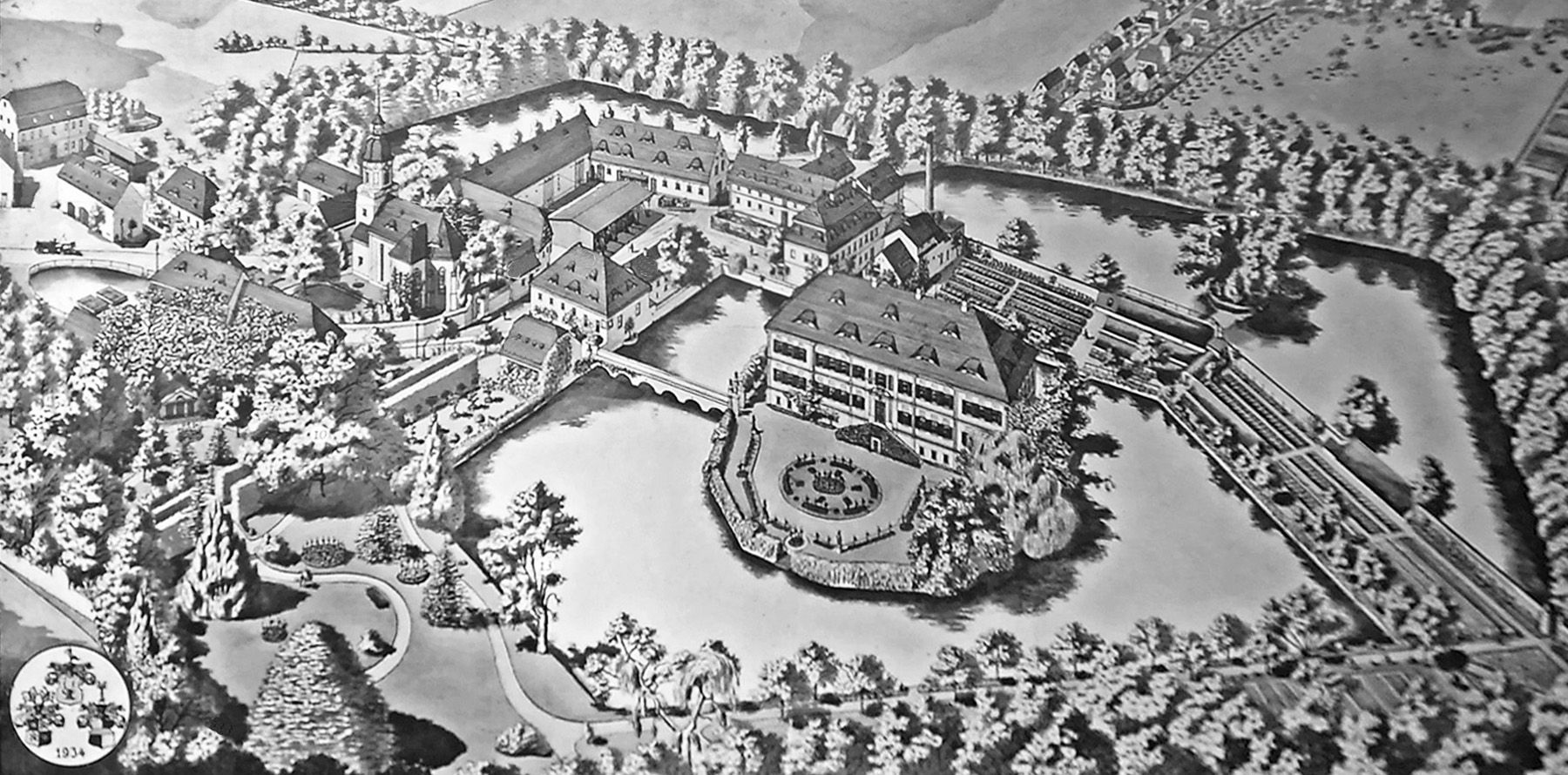
Gesamtanlage des Ritterguts 1934

Aus einem Herrensitz des 13. Jahrhunderts im Unterdorf entwickelte sich ein Rittergut. Dieses war über die Jahrhunderte im Besitz folgender Adelsgeschlechter: Pflugk (1501), Köckritz (1610), Döring (1630), von Höenegg (1650) und Oppel (1652). 1692 erwarb es der Königlich-Polnische und Kurfürstlich-Sächsische Generalmajor, Oberstallmeister und Amtmann von Colditz Hanns Gottlieb von Thielau  (1662–1723). Er hatte August den Starken (1670–1733) auf seiner Kavalierstour durch Europa begleitet und konnte es sich leisten, eine rege Bautätigkeit zu beginnen. Neben Wirtschaftsgebäuden errichtete er auf einer über zwei Brücken zu erreichenden Insel im umgebenden Schlosspark 1698 ein zweistöckiges Schloss mit hohem Walmdach im Stil des Dresdner Barock.
1722 ließ er auch die Kirche im Barockstil umbauen. Pfarrer war zu dieser Zeit in Lampertswalde Christian Frege (1682–1753), dessen Sohn Christian Ferdinand Frege (1780–1821) die Leipziger Handels- und Bankiersfamilie Frege begründete.
Bei einem Brand 1826 wurde das Hauptgesims des Schlosses beschädigt und in dessen Folge auch der Giebel, der sich ursprünglich über dem Mittelrisalit erhob. 1866 kam das Gut durch Heirat wieder an die Familie von Pflugk. Denn Louise von Thielau (1849–1920), vormals Oberhofmeisterin der Carola von Sachsen, heiratete den Kammerherrn Bernhard von Pflugk-Tiefenau (1827–1879). Lampertswalde übergab die Familie ihren zweiten Sohn Otto von Pflugk (1868–1927), liiert mit Marie von Stammer. 1925 umfasste das Rittergut 516 ha, mit Vorwerk Zeuckritz und Grundstücke in Sörnewitz. Das Gut war in Pacht damals bei Max Hirsch, Verwalter Förster A. Roßberg. Und durch Heirat wiederum der älteren Tochter Marie-Louise (1901–1979) mit Andreas von Zeschau (1896–1971) kam der Besitz nach 1927 in die Hände der Familie von Zeschau. Das Schloss war bis 1945 bewohnt.
Im Zuge der Bodenreform in der Sowjetischen Besatzungszone ab 1945 wurde das Gut enteignet und das Land an Neubauern verteilt. Zur Gewinnung von Baumaterial für deren Höfe wurde gemäß dem Befehl 209 der sowjetischen Besatzungsbehörde das intakte Schloss 1948 abgerissen. In der Folgezeit verfiel das Gelände; Park und Insel verwilderten. Durch Verfüllen eines Wallgrabens mit Schutt wurde der Schlossteich nicht mehr gespeist und seine Ufermauern verfielen.
Dieser bedauernswerten Situation schuf der nach der deutschen Wiedervereinigung gegründete Verein „Schätze und Plätze e. V.“ Abhilfe.  Mit Fördermitteln und viel Lampertswalder Eigeninitiative wurde der Park wiederhergestellt und zahlreiche Gebäude des ehemaligen Gutes saniert, wie das Gärtnerhaus, das Inspektorenhaus und das Pächterhaus. Im ehemaligen Palmenhaus entstand das Burgcafé.

## Schlosspark
In der Mitte des etwa 2,5 Hektar großen Parks befindet sich der Schlossteich mit der Insel, auf der bis 1948 das Wasserschloss stand. Auf die Insel führen zwei Brücken. Die Grundfläche des Schlosses ist durch in die Wiese eingelassene Steine markiert. Ein Rosenrondell ist an historischer Stelle. Auch vier Statuen der Jahreszeiten vom ehemaligen Schloss sind noch vorhanden. Der Teich kann auf einem Rundweg umwandert werden, wobei man auf verschiedene Kunstinstallationen trifft. Im Osten des Parks steht ein restaurierter Pavillon und am Südrand befindet sich eine künstliche Grotte sowie im Westen das Burgcafé. Beeindruckend ist der alte Baumbestand, darunter eine Platane mit über sechs Meter Stammumfang und ein Tulpenbaum mit über fünf Meter. Der Verein Schätze und Plätze organisiert Kulturveranstaltungen im Park.

Lampertswalder Impressionen
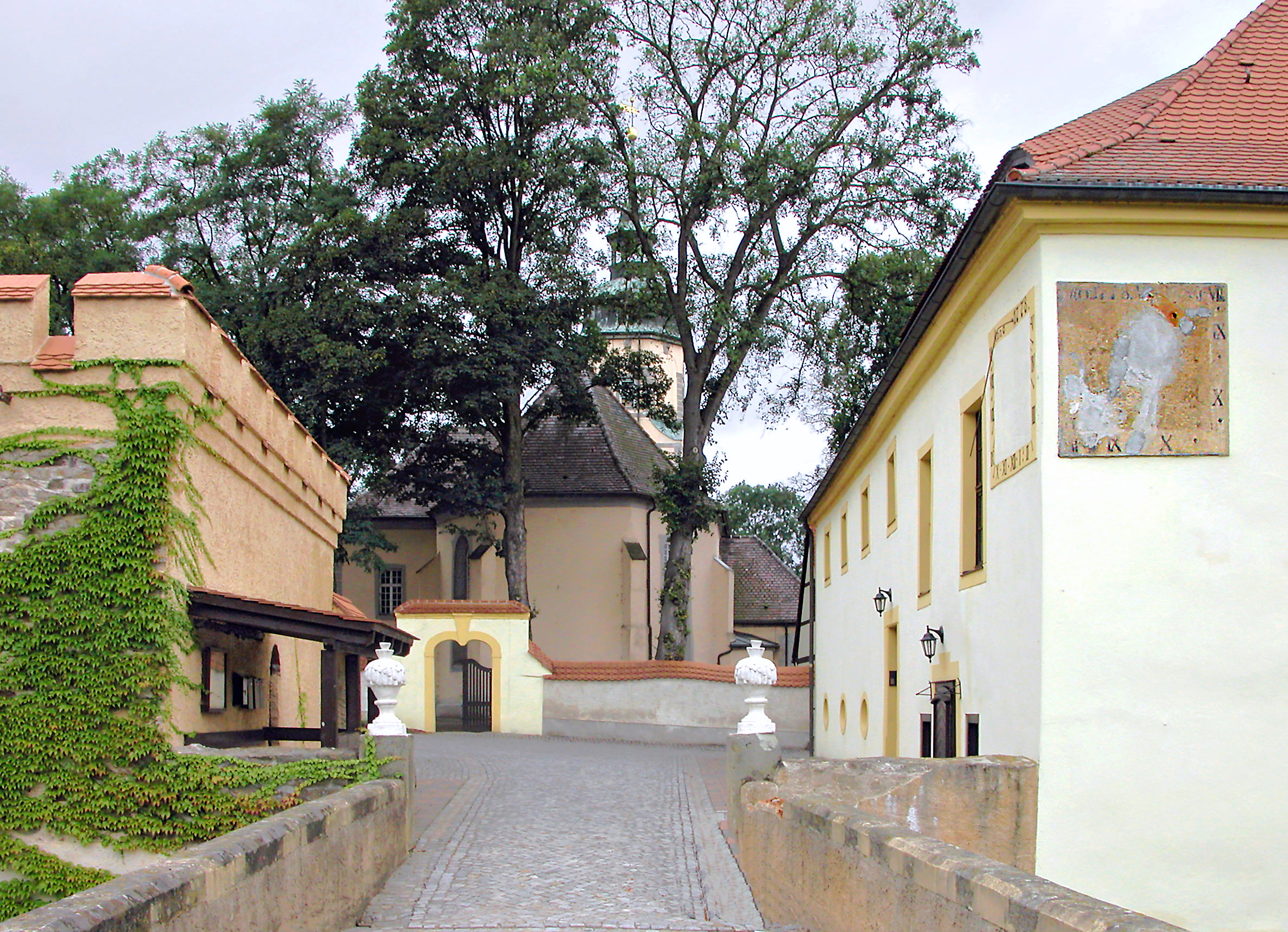
Burgcafé (li.), Kirche und ehemaliges Gärtnerhaus
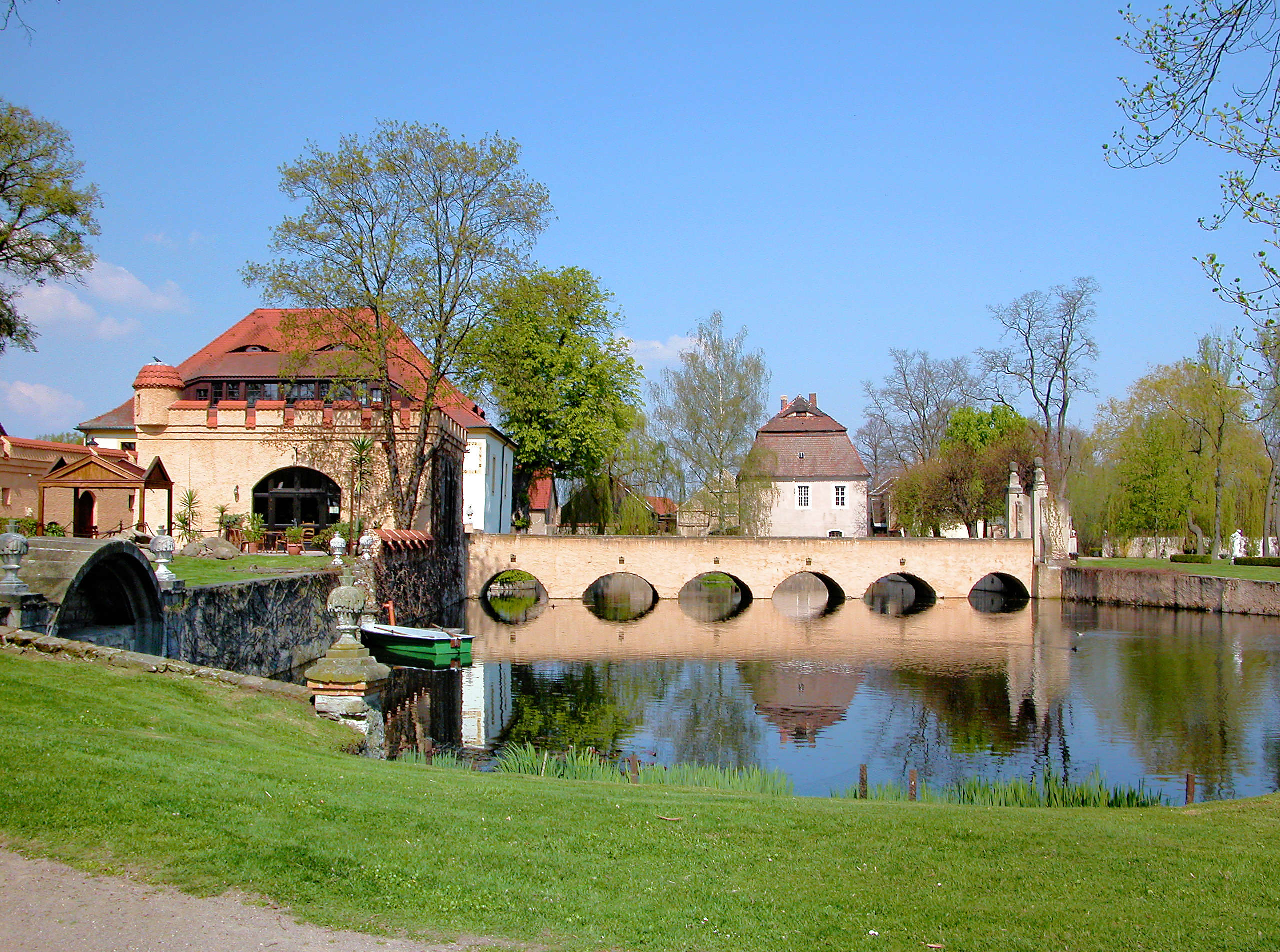
Sechsbogenbrücke zur Insel
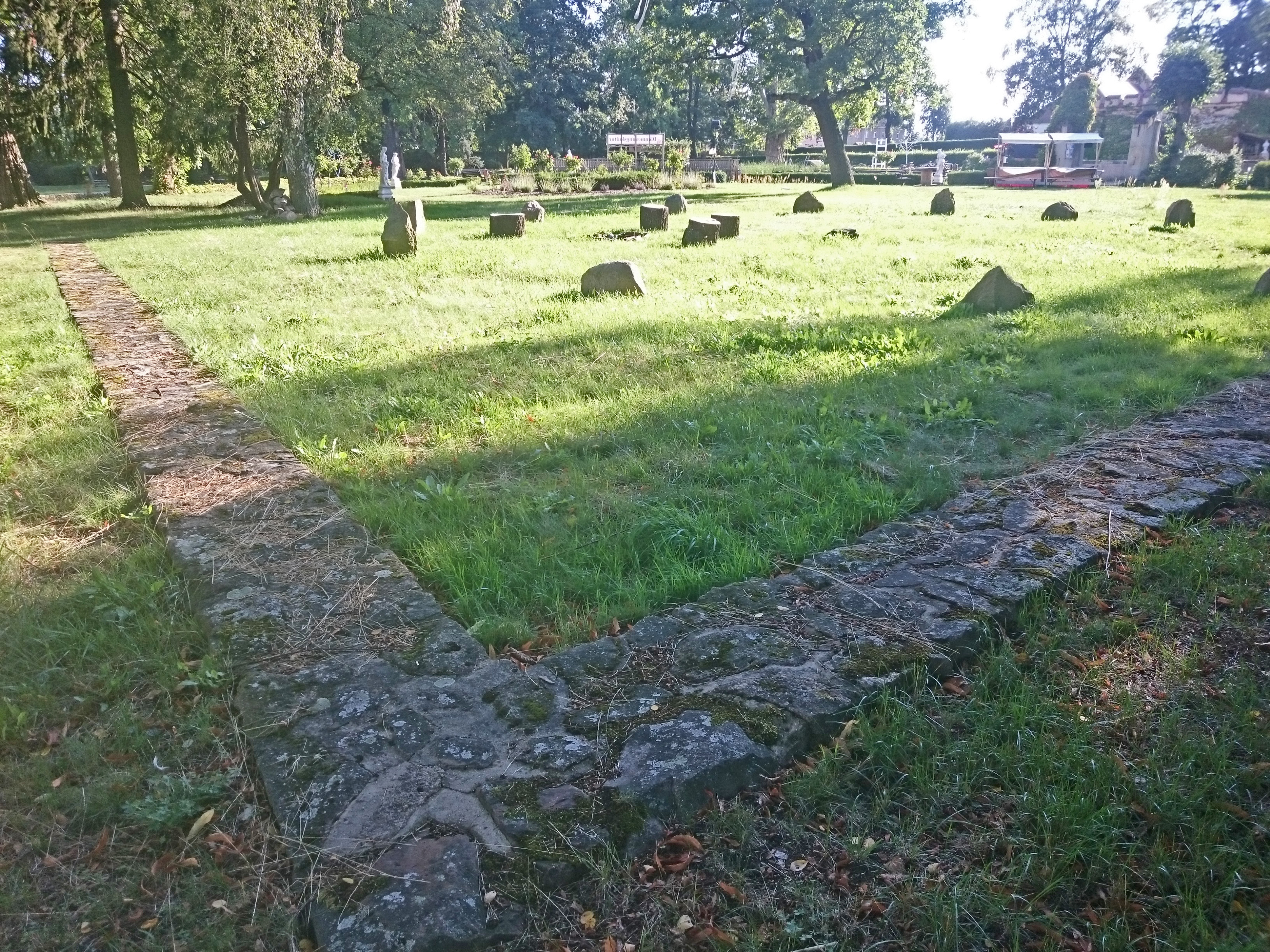
Standortmarkierung des Schlosses
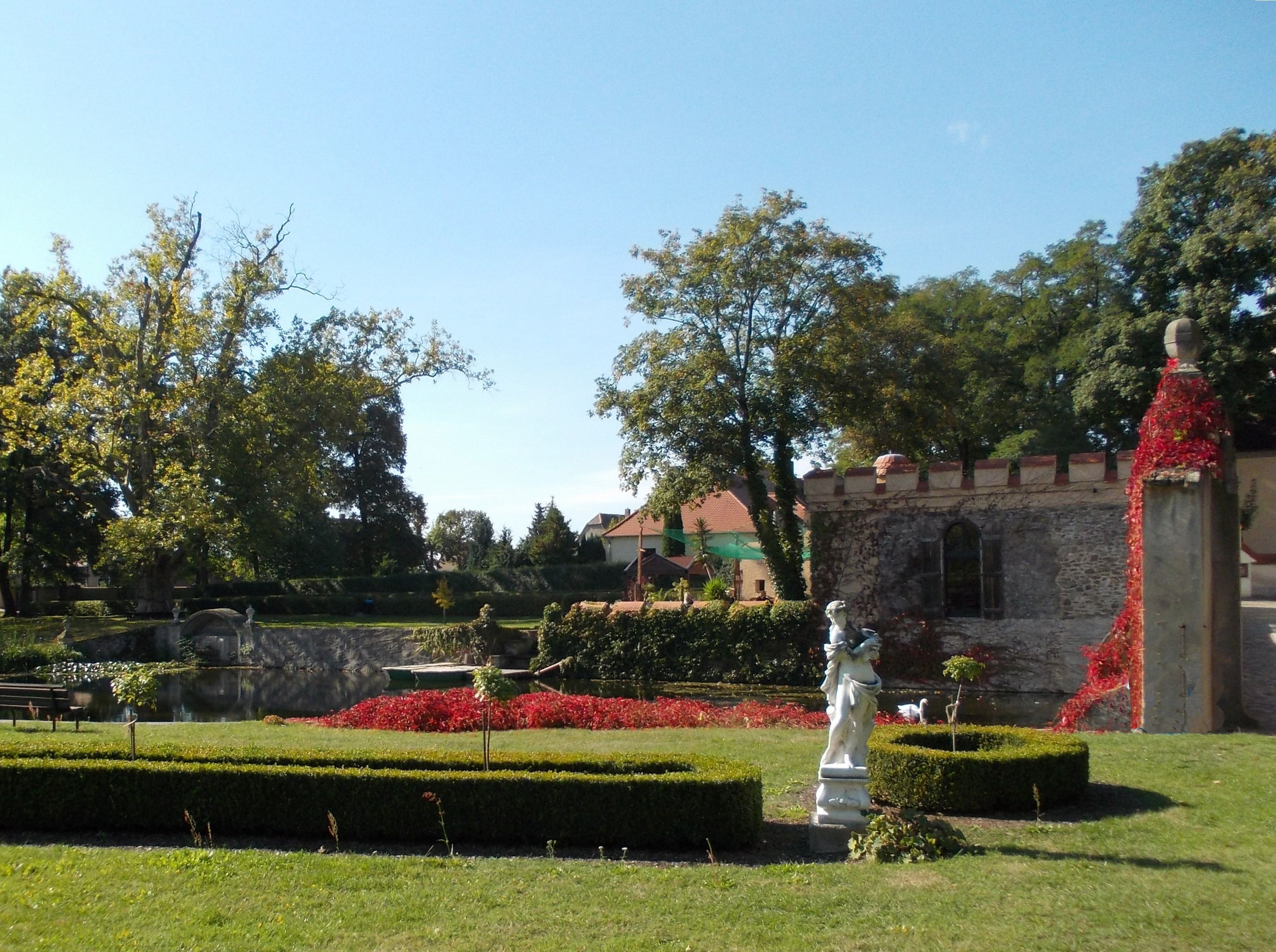
Parkteil mit Statue
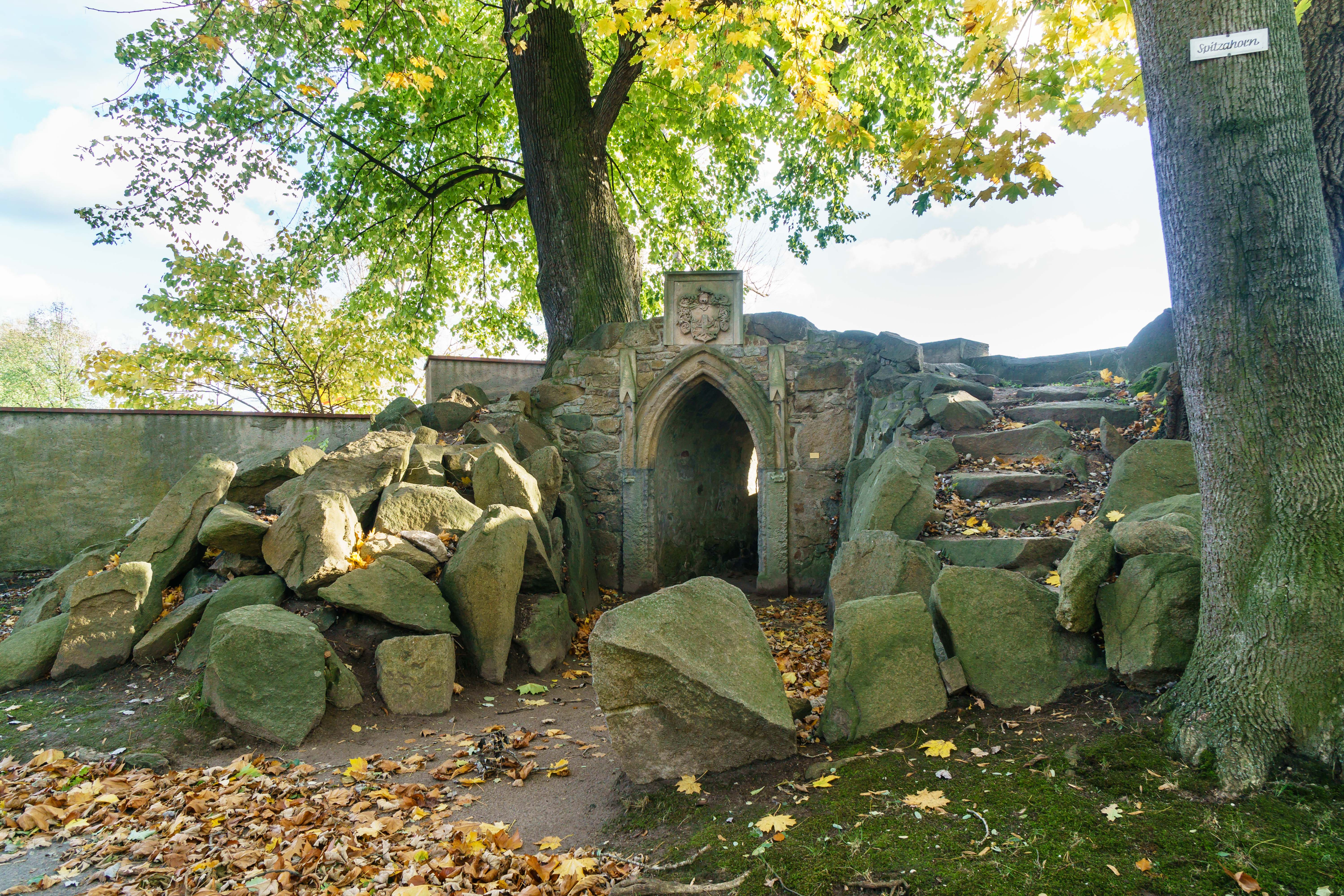
Grotte im Schlosspark
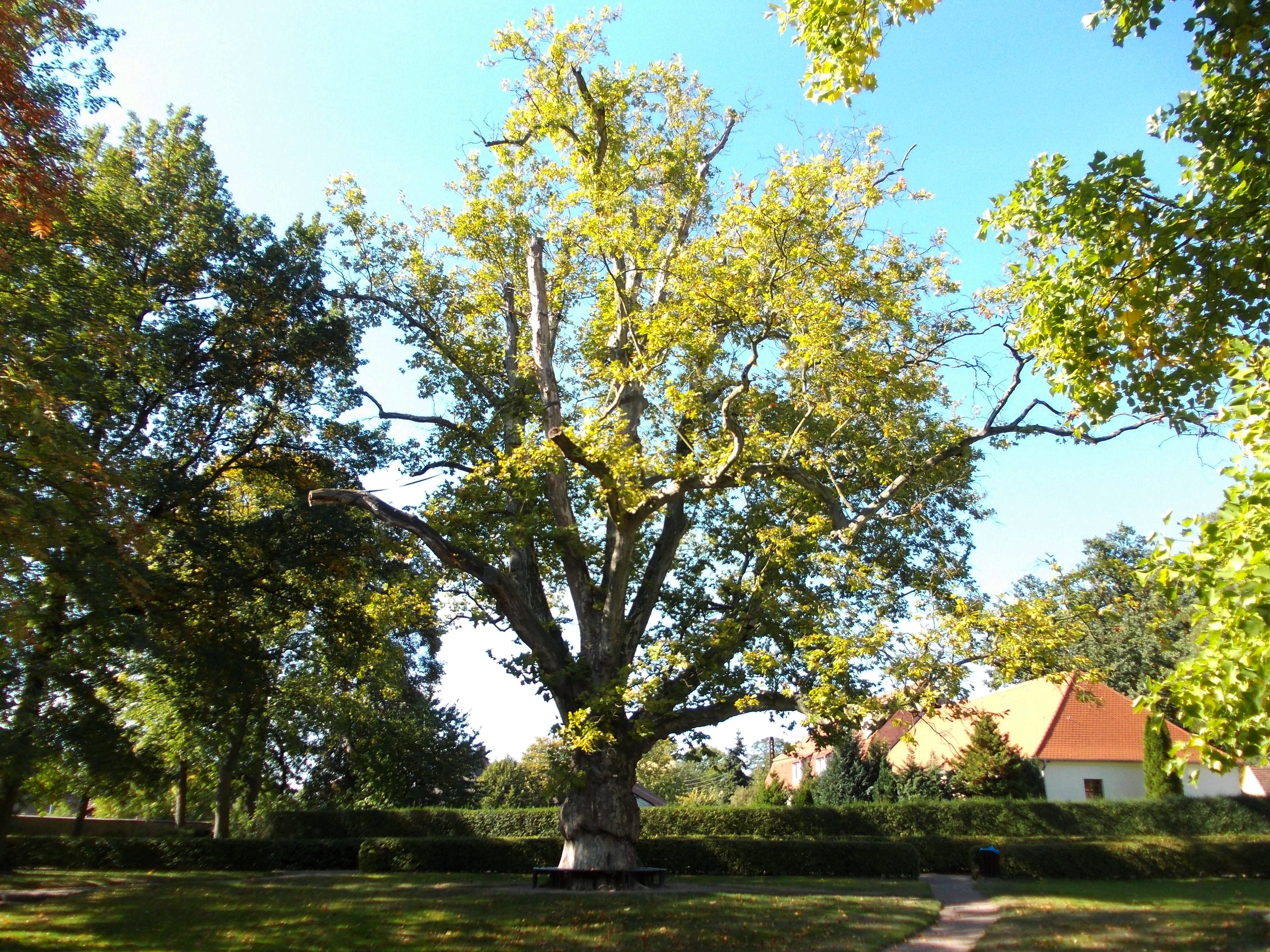
Lampertswalder Platane

## Söhne des Ortes
- Christian Gottlob Frege (1715–1781), Leipziger Bankier, Handelsherr und Freimaurer
- Christian Friedrich Exner  (1718–1798), Architekt, sächsischer Oberlandesbaumeister und Professor an der Dresdner Kunstakademie
- Brüder Stefan und Michael Heinrich, seit 2016 Indiepop-Duo Klan

### Ortshistorie
- Lutz Heydick: Landkreis Nordsachsen – Historischer Führer. Sax-Verlag, Beucha Markkleeberg 2016, S. 58–61. ISBN 978-3-86729-171-2.
- Cornelius Gurlitt: Lampertswalde. In: Beschreibende Darstellung der älteren Bau- und Kunstdenkmäler des Königreichs Sachsen. 27. Heft: Amtshauptmannschaft Oschatz (I. Teil). C. C. Meinhold, Dresden 1905, S. 153.
- Lamperswalde. In: August Schumann: Vollständiges Staats-, Post- und Zeitungslexikon von Sachsen. 5. Band. Schumann, Zwickau 1818, S. 280 f.

### Gutshistorie
- Christoph Franke, Moritz Graf Strachwitz von Groß-Zauche und Camminetz: Genealogisches Handbuch der Adeligen Häuser A, Band XXVIII, Band 138 der Gesamtreihe GHdA, C. A. Starke, Limburg an der Lahn 2005, S. 505–506. ISSN 0435-2408. (von Zeschau-Lampertswalde)
- Walter von Hueck, Klaus von Andrian-Werburg, Friedrich Wilhelm Euler: Genealogisches Handbuch der Adeligen Häuser A, Band XIX, Band 92 der Gesamtreihe GHdA, C. A. Starke, Limburg an der Lahn 1987, S. 428–429. ISSN 0435-2408. (von Pflugk-Lampertswalde)
- Niekammer`s Landwirtschaftliche Güter-Adreßbücher, Band IX, Freistaat Sachsen, Verzeichnis sämtlicher Rittergüter und Güter. Nach amtlichen Quellen und auf Grund direkter Angaben bearbeitet. 3. Auflage, Hrsg. Ernst Ullrich, Ernst Seyfert, Reichenbach`sche Verlagsbuchhandlung, Leipzig 1925, S. 414.